# Sierra de Gibalbín
Sierra de la provincia de Cádiz situada en el término municipal de Jerez de la Frontera (Andalucía, España). Tiene una altura de 410 m, señalada por un vértice geodésico. En su cumbre destacan diversas instalaciones de comunicación.
Rodeada de llanuras, correspondientes a los valles del Guadalquivir y del Guadalete, ofrece una atalaya para divisar una enorme extensión en 360°. Así, en lo más alto, se puede divisar una vista completa de la ciudad de Jerez y alrededores: desde los cercanos llanos de Nueva Jarilla, el aeropuerto y la autopista Sevilla-Cádiz, el extenso núcleo urbano y la Sierra de San Cristóbal hasta las grandes torres y pórticos de los Astilleros de la Bahía de Cádiz. También se puede divisar, hacia la zona norte, hasta el Puerto de Sevilla, por lo que parece ser que La Sierra de Gibalbín era lugar estratégico como punto intermedio entre este puerto y el de Cádiz.

## Localización
Siendo la elevación más occidental del Sistema Subbético la Sierra de Gibalbín se levanta entre el Macizo de Grazalema y el río Guadalquivir.
En su interior se encuentran los restos del Castillo de Gibalbín.

## Composición

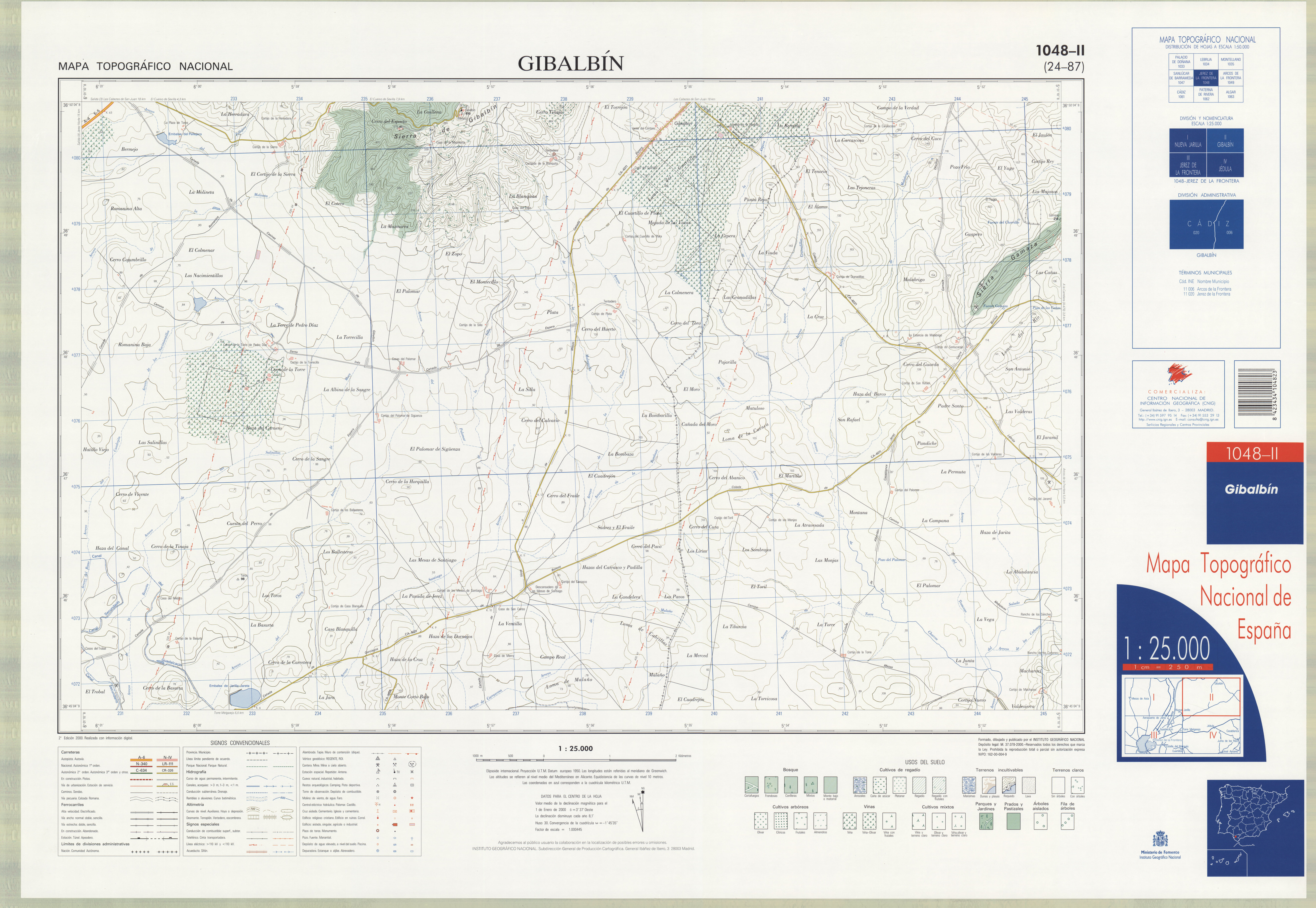
Mapa de la zona.

En cuanto geomorfología, la Sierra de Gibalbín es uno de los dos afloramientos más importantes, junto con el Cerro de El Guijo, constituidos por materiales triásicos con restos de cobertera plegada encima, formando parte de la tectónica del Subbético. Estos materiales triásicos permite en algunos puntos la presencia de cuevas con formaciones estalactíticas.
Una de las unidades más destacadas en la Sierra de Gibalbín son los Abanicos aluviales. Se trata de cuatro generaciones diferentes que se han desarrollado a lo largo del Cuaternario y que dan el aspecto de un extenso piedemonte bordeando el relieve. A veces se presentan encajados, pero el caso más general es la superposición.
Gracias a las, muy características, aguas pluviales y escorrentías procedentes de la Sierra de Gibalbín se puede destacar la Laguna de los Tollos, de origen endorreico, localizada en las proximidades de la autopista AP-4 (junto a la población de El Cuervo). Además, parte de esas aguas se recogen en la traída del manantial de Tempul a Jerez.

## Interés ambiental

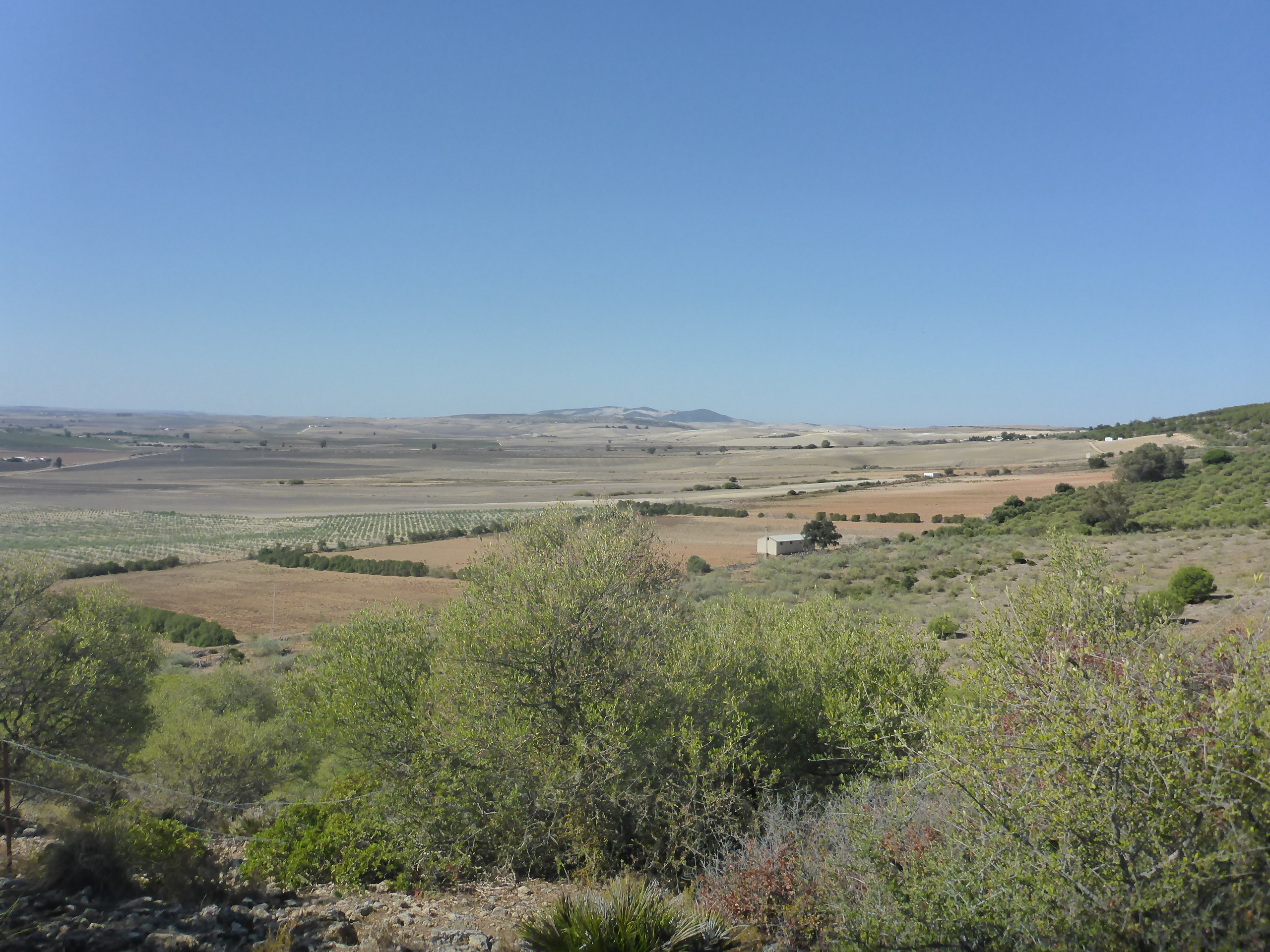
Sierra.

Como única masa arbolada, sobre la sierra, se encuentra el acebuchal de La Guillena, con una extensión de casi 50 ha.
La Guillena está rodeada de terrenos cultivados y de monte bajo dominado por lentiscares. Junto a los acebuches hay también algarrobos (Ceratonia siliqua) dispersos y un matorral bastante denso de Pistacia lentiscus, Quercus coccifera y Retama sphaerocarpa con presencia de Crataegus monogyna, Teucrium fruticans y Jasminum fruticans. En las laderas con algo más de pendiente, la vegetación arbustiva es más densa.

## Historia

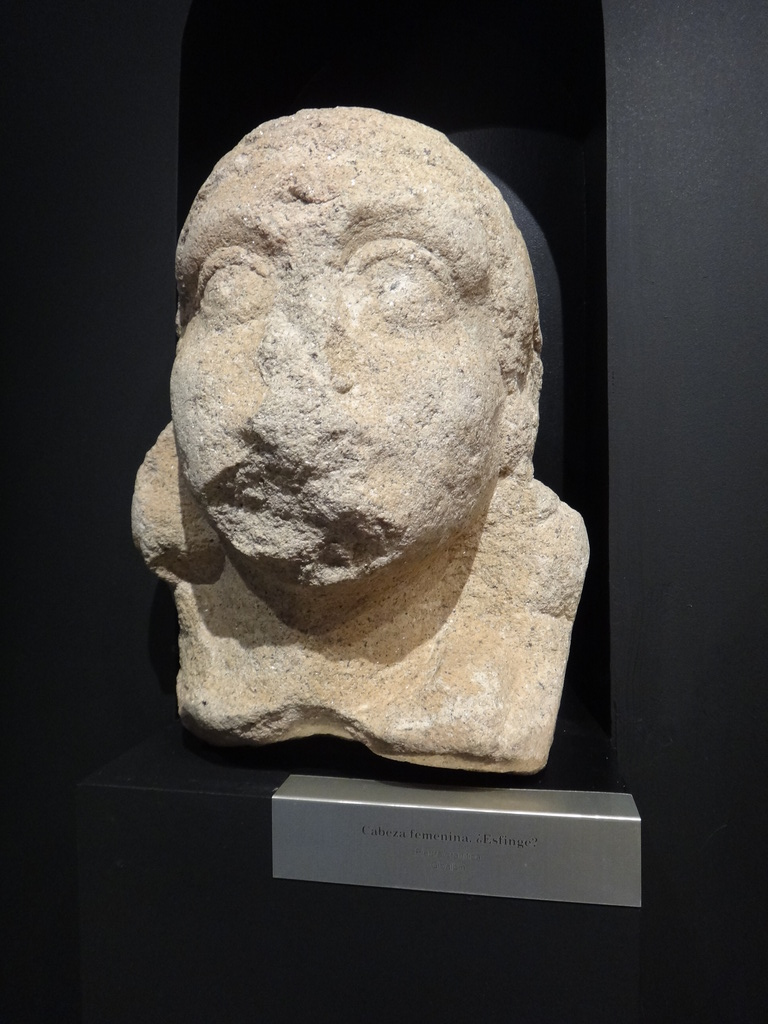
Pieza encontrada en la zona expuesta en el Museo Arqueológico de Jerez.

Existe un yacimiento arqueológico en la Sierra, a una cota de 320 m s. n. m. (entonces el Lacus Ligustinus)
Otro aspecto que resulta interesante analizar está relacionado con la toponimia de Gibalbín. El topónimo Xibralbir debería descomponerse en dos términos: el primero, Xibral, que vendría a significar «monte» mientras que el segundo, Bir, puede tener un origen hispanoárabe significando «pozo».

### Prehistoria
La estratégica posición de este lugar pudo posibilitar su hábitat desde tiempos remotos, más cuando durante largo período en sus alrededores el terreno era de marisma y por ello hostil al asentamiento humano. Las cavidades del terreno, que aquí se ofrecen de modo natural dada la composición calcárea de los suelos, debieron estar ocupadas por las primeras poblaciones paleolíticas.

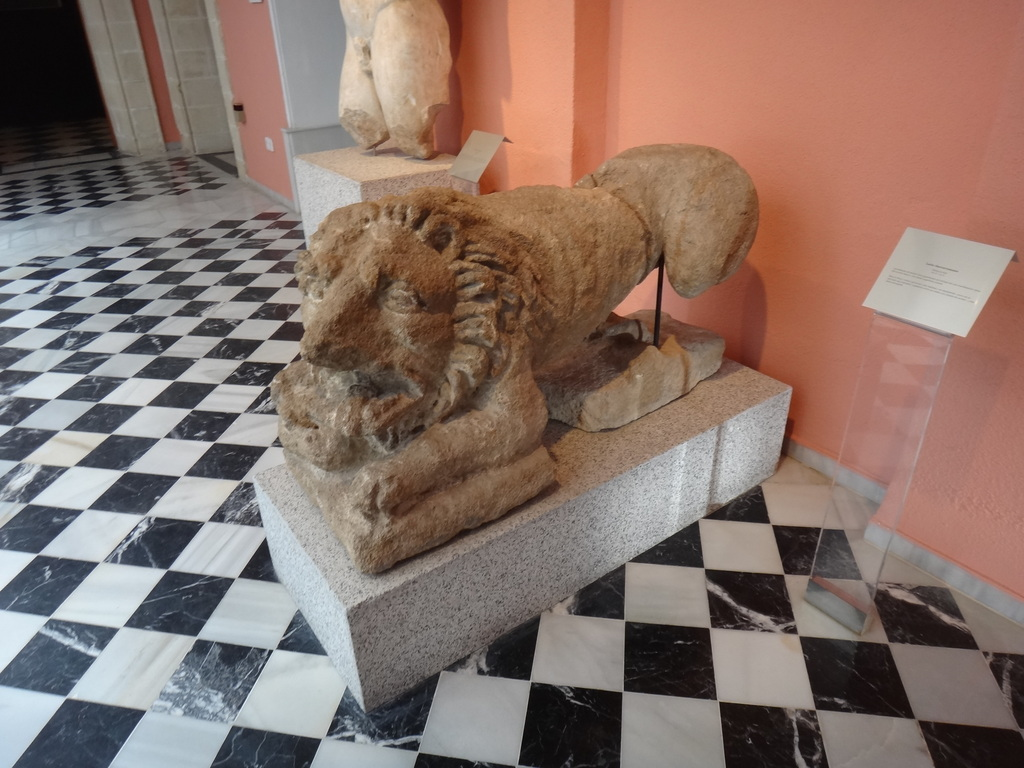
León funerario prerromano.

Igualmente, han aparecido tumbas con decoraciones (como un león) de los siglos II-I a. C

### Dominación romana
En los alrededores de la Sierra se han descubierto alrededor cuatro villas romanas: Romanina alta, Haza de la Torre, Fuente Salud y La Isleta, que muestran la importancia del enclave. Entre los objetos encontrados en ellas destacan unas monedas romanas que podrían ser originales del lugar siendo la supuesta sede de Vgia Castrum Iulium.
Asimismo, el Cortijo La Mazmorra está levantado sobre unas ruinas romanas parte de las cuales son visibles

### Medievo
Según que arabista el topónimo Gibalbín o Gibralbir debería descomponerse en Gibral, que puede significar monte, y en Bir, que puede significar pozo; así podemos tener "montaña del pozo o del agua", o bien, "Sierra de Gibelvir suena monte grande".
Al menos desde la época musulmana, el valor estratégico que la Sierra de Gibalbín jugó dentro del sistema defensivo de la zona queda atestiguado. Esta situación tuvo que mantenerse, muy probablemente, bajo la dominación cristiana, al menos durante los años difíciles y duros de la frontera granadina. Precisamente es de factura almohade el castillo cuyos restos han llegado a la actualidad.
La Sierra de Gibalbín jugó un papel destacado durante la década de 1274-1284, cuando los invasores benimerines realizaron múltiples correrías por la comarca jerezana. Así, durante el asalto de Jerez, «Abu ‘Ah llegó hasta la Sierra de Gibalbín en donde acampó hasta la tarde». Desde esta Sierra se realizaron expediciones punitivas por toda la comarca, llegando incluso hasta las inmediaciones de Carmona.